# Дујо Марковић
Дујо Марковић (? - код Сланкамена, 19. август 1691) био је буњевачки првак и капетан српске граничарске милиције на простору од Баје и Сомбора до Сенте и Титела.
Заједно са Ђуром Видаковићем налазио се на челу око 5.000 Срба католика (Rasciani catholici, catholischen Rätzen) односно Буњеваца који су за време Бечког рата пребегли из Босне (aus der Turkhey herübergegangene Ratzen). Приликом продора немачке царске војске у Бачку лета 1687. срели су их војвода Лотарингије (Лорене) Карло V и баварски изборни кнез Максимилијан II Емануел. Марковић и Видаковић су се по препоруци кнеза Емануела од јула 1687 упутили у Беч да тамо изнесу своје захтеве у вези са територијом коју би Буњевци населили. У међувремену Буњевци су се населили у Калочи, Баји, Суботици, Сенти и околним местима. У јесен 1687. генерал Антон Карафа коме је Дворско ратно веће поверило случај Буњеваца именовао је Марковића за капетана сомборске милиције.
Погинуо је у бици код Сланкамена.
Према изјави свог унука Марка (Матије) Марковића, мајора и угледног Буњевца Сомборца, Дујо је „пошто је први одбацио шизму и прихватио римокатоличку веру, својим примером многе [Буњевце] привукао њој“. Српски историчар Славко Гавриловић сматра ову изјаву доказом „да су Буњевци српског порекла, односно део српског народа“.